# Robert Janikulla
Robert Janikulla (* 12. März 1986) ist ein deutscher Biathlet, der vor allem als Sommerbiathlet in der Stilrichtung Crosslauf erfolgreich ist.
Robert Janikulla war zunächst Sportschütze. Bei den deutschen Meisterschaften der Jugend gewann er 2000 die Silbermedaille mit der Mehrschüssigen Luftpistole. Im Jahr darauf gewann er den Titel im Einzelwettbewerb und mit der Mannschaft.
Janikulla trat im Winter international nur zu Beginn der Saison 2006/07 im Biathlon-Europacup an. Er bestritt drei Rennen in Obertilliach und erreichte als 69. im ersten Sprintrennen gleich sein bestes Ergebnis. Größter Erfolg im Winter war bislang der Gewinn der Bronzemedaille hinter Robert Wick und Andreas Birnbacher im Sprintwettbewerb bei den Deutschen Meisterschaften im Biathlon 2006. 2008 trat er im Staffelrennen an der Seite von Christoph Knie an, wurde mit diesem aber wegen eines fehlenden dritten Mitstreiters nur 16. und damit Letzter.
Im Sommerbiathlon startete Janikulla bei den Sommerbiathlon-Weltmeisterschaften 2008 in Haute-Maurienne. Dort belegte er im Sprint den 15. Platz und verbesserte sich in der Verfolgung auf Rang 13. National gewann er an der Seite von Paul Böttner und Matthias Albrecht mit der Vertretung Thüringen I mit dem Kleinkalibergewehr im Staffelwettbewerb bei den Deutschen Meisterschaften im Sommerbiathlon 2009 in Zinnwald den Titel. Zudem wurde er hinter Wolfgang Kinzner Vizemeister im Massenstart und hinter Kinzner und Tobias Giering Dritter im Sprint.